# Alberto Poltronieri
Alberto Poltronieri (Milano, 9 novembre 1892 – Milano, 13 gennaio 1983) è stato un violinista e didatta italiano.

## Biografia
Allievo di Gerolamo De Angelis presso il Conservatorio di Milano, fondatore e membro del Quartetto Poltronieri (1923-1950), del Trio Italiano con il pianista Alfredo Casella ed il violoncellista Arturo Bonucci (Sr.) (1930-1940, 1945-1955), membro del Collegium Musicum Italicum a partire dal 1949.
Dedicatario della Sonata per Violino e Pianoforte in mi minore (1919) di Felice Lattuada. Franco Margola compose nel 1948 il Quartetto per flauto, violino, viola e violoncello, su richiesta di Alberto Poltronieri, fondatore del celebre quartetto d'archi che portava il suo nome, e del flautista Arrigo Tassinari.

## Registrazioni ufficiali e Concerti dal vivo

### Violino e Pianoforte
- Charles Auguste de Bériot: Adagio, dal Concerto No.7 in Sol maggiore, Op.76 (Columbia GXQ10062)
- Cécile Chaminade/arr.Kreisler: Sérénade espagnole (rec: 1930 - Columbia GQ7021)
- Antonín Dvořák/arr.Kreisler: Danza Slava Op.46 No.2 (Odeon GO12896)
- Manuel de Falla/arr.Kreisler: "Jota", No.4 da Canciones populares espanolas (Odeon GO12896)
- Paul Juon: Violinstücke op.52, No.2 Arva "Valse mignonne" (Columbia GXQ10062)
- Fritz Kreisler: Liebesleid (Odeon GO12897)
- Fritz Kreisler: Andantino "nello stile di Padre Martini" (rec: 1930 - Columbia GQ7021)
- Joaquin Nin/arr.Kochanski: Cantos de España -1923-, No.4 Montanesa (Odeon GO12896)
- Joaquin Nin/arr.Kochanski: Cantos de España -1923-, No.8 Saeta, Invocation (Odeon GO12897)
- Ildebrando Pizzetti: Aria in Re maggiore -1906- (Ildebrando Pizzetti, piano - Columbia D14557, JW312)
- Ildebrando Pizzetti: Canti ad una giovane fidanzata (Ildebrando Pizzetti, piano - Columbia D14556/7, JW312)
- Franz Schubert: Lied Op.98/2 "Wiegenlied" D.498 (rec: 1930 - Columbia GQ7019)
- Giovanni Sgambati: Serenata Napoletana Op.24 No.2 (rec: 1930 - Columbia GQ7019)

### Trio Italiano
Alfredo Casella, pianoforte / Alberto Poltronieri, violino / Arturo Bonucci (Sr.), violoncello
- A. Casella: Siciliana e Burlesca Op.23 -versione per violino, violoncello e pianoforte- (1931)
- A. Casella: Concerto Triplo Op.56 | Boston Symphony Orchestra, Sergei Koussevitzky | live - Boston, 22 febbraio 1936[3]
- J.S. Bach/trascr.Casella: "Trio Sonata" (da "Musikalisches Opfer", BWV 1079) | 1936 (HMV DB2168/9; Victor 8710/1)[4]
- L.van Beethoven: Piano Trio No.4 in Re maggiore Op.70/1 "Ghost" (Columbia GXQ10132/3)
- J. Brahms: Piano Trio No.2 in Do maggiore Op.87 (Columbia GXQ10523/5)
- Roy Harris: Piano Trio -1934- (Columbia 68247/9D, set M282)

### Quartetto Poltronieri
1ª formazioneAlberto Poltronieri, 1°violino / Guido Ferrari, 2° violino / Florencio Mora, viola / Antonio Valisi, violoncello
- Gian Francesco Malipiero: Quartetto No.2 «Stornelli e ballate» (1923) | Milano, marzo 1928 | 78rpm, National Gramophonic Society N.G.S. 103/4[5]
- Luigi Boccherini: Quartetto in Mi bem maggiore, Op.8 No.3 | Milano, marzo 1928 | 78rpm, National Gramophonic Society - Discs 103-104[6]
- Luigi Boccherini: Allegro con brio | Milano, marzo 1928 | 78rpm, National Gramophonic Society - Discs 103-104[7]

2ª formazioneAlberto Poltronieri, 1°violino / Ercole Giaccone, 2° violino / Giuseppe Alessandri, viola / Antonio Valisi, violoncello
- Felix Mendelssohn: Quartetto in Mi bem maggiore, Op.12 No.1 (II. Canzonetta) | Milano, 29 febbraio 1929[8]
- Robert Schumann: Träumerei (arr. per Quartetto) | Milano, 1929 | 78rpm, Columbia GQ 7032; mx WB4145[9]
- Luigi Cherubini: Scherzo. Allegretto moderato | Milano, 1929 | 78rpm, Columbia GQ 7032; mx WB4186[10]
- Franz Joseph Haydn: Quartetto in Sol maggiore, Op.76 No.1 | Milano, 11 maggio 1929 | 2x78rpm, Columbia[11]
- Franz Joseph Haydn: Quartetto in Re minore, Op.76 No.2 | Milano, maggio 1929 | 2x78rpm, Columbia
- Joaquin Turina: "La oracion del torero" | Londra, 1930s | 78rpm, Columbia GQX10137; mx WBX1013[12]
- Fritz Kreisler: "Sarabande et Allegretto" (nello stile di Corelli) | Londra, 1930s | 78rpm, Columbia GQX10138; mx WBX1017[13]
- E.S. Coeildga: Quartetto in Mi minore | Londra, 1930s | 78rpm, Odeon GO 12895; mx MO 6959[14]
- Stan Golestan: Quartetto in La bemolle | Londra, 1930s | 4x78rpm, Columbia D14545-D14548[15]
- Alexander Borodin: Quartetto No.2 in Re maggiore | Londra, 1930s | 3x78rpm, Columbia D14633-D14635[16]
- Johannes Brahms: Quintetto con clarinetto Op.115 | Luigi Amodio, clarinetto | Londra, 1930s | 4x78rpm, Columbia[17]
- Luigi Boccherini (rev. Enrico Polo): Quartetto in Re maggiore, Op.6 No.1 | Londra, 1930s | 2x78rpm, Columbia GQX 10877-878[18]
- Antonin Dvorak: Quartetto in Fa maggiore, Op.96 "Americano" | Londra, 1930s | 3x78rpm, Columbia D14549-D14551[19]

3ª formazione (dal 1940)Alberto Poltronieri, 1°violino / Giannino Carpi, 2° violino / Giuseppe Alessandri, viola / Antonio Valisi, violoncello
- Arthur Honegger: composizioni da camera | Arthur Honegger, piano / Elena Nicolai, mezzosoprano | Milano, Teatro Alla Scala, 26 novembre 1948 (Concerto non registrato)[20]

### Quartetto Paganini
Alberto Poltronieri, violino / Osvaldo Scilla, viola / Roberto Caruana, violoncello / Guglielmo Papararo, chitarra
- Franz Joseph Haydn: Quartetto in Re maggiore (Op.2 No.2) Hob.III:8 | RAI, video: Milano, 1967[21]
- Niccolò Paganini: Quartetto con chitarra No.5 in Do maggiore | LP Tecniphon L.P. 9 1965 ristampato su Ariston - Milano, 1970[22]
- Antonio Vivaldi: Concerto in la maggiore per trio d'archi con chitarra | LP Tecniphon L.P. 9 1965 ristampato su Ariston - Milano, 1970[22]
- Franco Margola: "Impressioni" per trio d'archi con chitarra | LP Tecniphon L.P. 9 1965 ristampato su Ariston - Milano, 1970[22]

### Orchestra
- Antonio Vivaldi: Concerto in Re maggiore F.IV, No.8 per 4 violini e orchestra, "Estro Armonico" Op.3 (con F.Gulli, E.Malanotte, M.Benvenuti - I Virtuosi di Roma, R.Fasano | 1961) (HMV ALP1809)